# Kai Cenat
Kai Carlo Cenat III (Nova Iorque, 16 de dezembro de 2001) é um youtuber, streamer americano que se especializa em streams e vídeos cômicos ao vivo. Desde 2024, ele é o quinto streamer da Twitch mais seguido, com 13 milhões de seguidores, e o segundo streamer da Twitch com mais inscritos de todos os tempos, superando o recorde de Ludwig Ahgren durante uma subathon em fevereiro de 2023. Ele foi nomeado "Streamer do Ano" no Streamer Awards de 2023 e 2024.

## Vida pessoal e educação
Cenat nasceu em uma família do Caribe. Sua mãe é de Trinidade e Tobago e seu pai é do Haiti. Cenat foi criado por sua mãe junto com seus outros três irmãos, uma irmã gêmea chamada Kaia, um irmão mais velho chamado Devonte, e um irmão mais novo chamado Kaleel.
Cenat cursou o ensino médio na Frederick Douglass Academy. Ele se formou no ensino médio em 2019 e, logo depois, frequentou a State University of New York at Morrisville para estudar administração de empresas. Ele abandonou o curso em 2020 depois de ter dificuldades para acompanhar os trabalhos escolares e a criação de conteúdo.

## Carreira

### 2018–2021: Começo da carreira
Cenat carregou seu primeiro vídeo no YouTube em 13 de janeiro de 2018, e começou a fazer vídeos sobre pegadinhas e desafios. Ele entrou para o grupo do YouTube AMP (Any Means Possible) depois de ser descoberto pelo youtuber Fanum, nascido no Bronx. Ele começou a aparecer regularmente nos vídeos do canal. Começou a fazer streaming na Twitch em fevereiro de 2021, depois de migrar do YouTube, transmitindo conteúdo de jogos e reações.

### 2022: Popularidade inicial
Em 2022, Cenat começou a incluir convidados famosos em suas transmissões, incluindo Bobby Shmurda em abril, Lil Baby em outubro e 21 Savage em novembro, que o ajudaram a obter sua maior audiência na época, com 283.245 espectadores simultâneos em seu pico.
Em 8 de maio de 2022, Cenat lançou seu primeiro single, "Bustdown Rollie Avalanche", com NLE Choppa. Cenat teve um papel de ator no trailer do single "Distraction", de Polo G, em junho de 2022.
Em outubro de 2022, Cenat foi indicado para o 12º Streamy Awards nas categorias "Streamer do Ano" e "Streamer de Destaque", vencendo a primeira em dezembro.

### 2023:Subathonse controvérsia
Em 31 de janeiro de 2023, Cenat iniciou uma subatona de um mês. Em 28 de fevereiro de 2023, ele se tornou o streamer da Twitch com mais inscritos de todos os tempos, atingindo 306.621 inscritos em seu pico.
Em março de 2023, foi relatado que Cenat estava ganhando aproximadamente US$ 23.280 por mês com suas transmissões de sono, resultando em uma renda anual de US$ 285.480. De acordo com o Streams Charts, suas transmissões do sono acumularam mais de 5,6 milhões de horas assistidas, mostrando o envolvimento significativo dos espectadores durante essas transmissões. Em 11 de março de 2023, Cenat ganhou o prêmio de "Streamer do Ano" no Streamer Awards de 2023.
Em 17 de abril de 2023, Cenat foi temporariamente suspenso na Twitch por motivos não revelados, mas acabou retornando, sendo que ele inicialmente observou que se tratava de um banimento permanente por engano. Em maio de 2023, Cenat anunciou um show transmitido ao vivo com IShowSpeed exclusivamente no Rumble, intitulado Kai 'N Speed Show.
Em setembro de 2023, Cenat participou do videoclipe do single "Fan", de Offset, ao lado de Fanum. No mês seguinte, ele fez sua estreia na direção de videoclipes com o rapper americano A Boogie Wit Da Hoodie. Em 14 de dezembro de 2023, Nicki Minaj apareceu na transmissão de Cenat, que quebrou seu recorde anterior de pico de audiência em 40.000, resultando em 348.593 espectadores simultâneos.

#### Tumultos na Union Square em 2023
Em 4 de agosto de 2023, Cenat anunciou um sorteio de consoles PlayStation 5 e vales-presente, na Union Square, em Manhattan, com o streamer Fanum da Twitch. Milhares de seus seguidores compareceram ao evento improvisado, que logo saiu do controle e se transformou em um tumulto. O Departamento de Polícia da Cidade de Nova Iorque (NYPD) mobilizou forças na área, pois um grande grupo invadiu a Best Buy e outros estabelecimentos comerciais da região. Cenat foi preso pelo NYPD por incitar distúrbios civis; a polícia também efetuou 65 outras prisões. Posteriormente, ele foi acusado pela polícia de Nova Iorque de tumulto de primeiro grau, incitação a tumulto e reunião ilegal. Mais tarde, em maio de 2024, o promotor distrital de Manhattan, Alvin Bragg, retirou as acusações contra Cenat, Denzel Dennis e Muktar Din, em troca de um pedido de desculpas e US$ 57.000 em restituição.

### 2024–presente: Crescimento contínuo

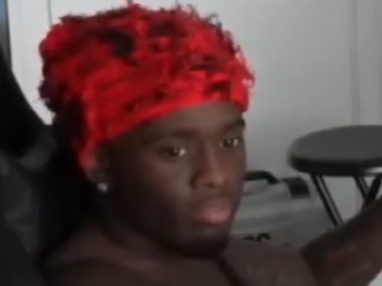
Cenat em 2024

Em 8 de fevereiro de 2024, durante uma transmissão ao vivo, Cenat anunciou que fez uma parceria oficial com a Nike, declarando: "Gostaria de anunciar que somos oficialmente parte da família Nike". Ele se tornou o primeiro streamer a assinar contrato com a empresa. Mais tarde, em 17 de fevereiro de 2024, Cenat ganhou os prêmios "Streamer do Ano" e "Melhor Streamer Just Chatting" no 2024 Streamer Awards. Ele também foi indicado para "Melhor Evento Transmitido" na mesma cerimônia. Em 13 de julho de 2024, ele apareceu e participou de um vídeo do MrBeast intitulado "50 YouTubers Fight for $1,000,000". Em outubro de 2024, o McDonald's anunciou que havia feito uma parceria com Cenat para promover o lançamento de Big Macs de frango nos Estados Unidos.

## Impacto cultural
Cenat é creditado por popularizar gírias virais em inglês na Internet, como rizz, derivada de "charisma" e definida como "estilo, charme ou atratividade"; e gyat ou gyatt, uma permutação de "Goddamn" usada em referência a uma pessoa com nádegas proeminentes. A Oxford University Press nomeou rizz como a palavra do ano para 2023, e gyat foi indicada para a palavra do ano de 2023 da American Dialect Society.

## Prêmios e indicações
| Ano  | Ceremonia           | Categoria                   | Trabalho indicado | Resultado | Ref.   |
| ---- | ------------------- | --------------------------- | ----------------- | --------- | ------ |
| 2022 | 12th Streamy Awards | Streamer do Ano             | Kai Cenat         | Venceu    | [ 28 ] |
| 2022 | 12th Streamy Awards | Streamer de Destaque        | Kai Cenat         | Indicado  | [ 28 ] |
| 2023 | The Streamer Awards | Streamer do Ano             | Kai Cenat         | Venceu    | [ 54 ] |
| 2023 | The Esports Awards  | Streamer do Ano             | Kai Cenat         | Indicado  | [ 55 ] |
| 2024 | The Streamer Awards | Streamer do Ano             | Kai Cenat         | Venceu    | [ 46 ] |
| 2024 | The Streamer Awards | Best Just Chatting Streamer | Kai Cenat         | Venceu    | [ 46 ] |
| 2024 | The Streamer Awards | Best Streamed Event         | 7 Days In         | Indicado  | [ 46 ] |
| 2024 | Kids' Choice Awards | Gamer favorito              | Kai Cenat         | Venceu    | [ 56 ] |

## Discografia

### Singles
| Título                                                   | Ano  | Álbum                             |
| -------------------------------------------------------- | ---- | --------------------------------- |
| "Bustdown Rollie Avalanche" (participação de NLE Choppa) | 2022 | Single não pertencente a um álbum |
| "Dogs" (com IShowSpeed)                                  | 2023 | Single não pertencente a um álbum |

### Participações especiais
| Título                               | Ano  | Outros artista(s) | Álbum                                       |
| ------------------------------------ | ---- | ----------------- | ------------------------------------------- |
| "The End of the Road Begins - Intro" | 2023 | —                 | Fast X (Official Motion Picture Soundtrack) |

## Filmografia

### Film
| Ano  | Title         | Cargo                | Notas                 |
| ---- | ------------- | -------------------- | --------------------- |
| 2023 | Good Burger 2 | Cliente insatisfeito | Participação especial |

### Vídeos musicais
| Ano  | Título            | Artista(s)                                                  | Cargo     |
| ---- | ----------------- | ----------------------------------------------------------- | --------- |
| 2020 | "Shoot"           | Adot                                                        | Kai Cenat |
| 2022 | "Distraction"     | Polo G                                                      | Kai Cenat |
| 2022 | "Just Wanna Rock" | Lil Uzi Vert                                                | Kai Cenat |
| 2022 | "Plenty"          | FaZe Kaysan feat. Nardo Wick, G Herbo, Babyface Ray & BIG30 | Kai Cenat |
| 2023 | "Fan"             | Offset                                                      | Kai Cenat |